# Frieda Paul
Frieda Paul (geb. Hannusch, in erster Ehe verheiratete Arnold; * 1. Juli 1902; † 14. Dezember 1989) war eine deutsche Widerstandskämpferin gegen den Nationalsozialismus und Funktionärin des Internationalen Sozialistischen Kampfbundes.

## Leben
Paul war gelernte Säuglingspflegerin. Sie trat 1928 dem Internationalen Sozialistischen Kampfbund (ISK) in Bremen bei. Während der Zeit des Nationalsozialismus umfasste die Bremer ISK-Zelle etwa zehn bis zwanzig Personen und verbreitete Propaganda über Maueranschläge und Flugblätter, welche Paul in ihrem Strumpfband versteckte. Paul betätigte sich zu dieser Zeit mit Hilfe von Paul-Henri Spaak, welcher ihr 1936 in Brüssel einen Reisepass ausstellte, als Geheimbotin, um Kontakt zwischen den ISK-Zellen in Deutschland und Exilanten wie Willi Eichler in Paris zu halten. Auch die Sozialistische Arbeiterpartei um Adolf und Ella Ehlers bezog über Paul Materialien aus dem Ausland. Die Gestapo wusste von Pauls Auslandstätigkeiten tagesgenau im Vorfeld, ging aber davon aus, sie würde diese nutzen, um Gelder für die Frente Popular in Spanien zu sammeln. Erst 1938 wurde sie gemeinsam mit einem Großteil des inneren ISK-Kreises verhaftet und zu fünf Jahren Zuchthaus-Strafe verurteilt. Josef Kappius beschrieb die bei Entlassung 1943 an Osteomalazie erkrankte Paul als körperlich „so herunter, wie ein Mensch nur sein kann.“ Paul trat danach jedoch erneut in Kontakt mit Widerstandsgruppen.
Nach Kriegsende betätigte sich Paul als einzige Frau im zehnköpfigen Vorstand der Kampfgemeinschaft gegen den Faschismus (KgF), einer durch die Besatzungsmächte geförderten Organisation der frühen Bremer Nachkriegsverwaltung. Der Aufbruch, das Organ der KgF, bezeichnete Pauls Wohnung zu dieser Zeit als „Treff- und Sammelpunkt aller aktiven Antifaschisten“ und führte den Aufbau der städtischen Kleidersammlung auf sie zurück. Sie leitete die Nähstuben des Bremer Arbeiterhilfswerks und organisierte mit den „Nachbarschaftshäusern“ Orte der Selbsthilfe und der sozialen Begegnung. Für das Arbeiterhilfswerk fungierte Paul ab 1947 auch als Herausgeberin und Schriftleiterin der Zeitschrift Neues Beginnen, der Vorgängerzeitschrift der heutigen Theorie und Praxis der sozialen Arbeit. Sie trug zudem die Initiative in der Schaffung des Weser-Kuriers, für den ihr Mann, der Schriftsetzer Fritz Paul, die technische Leitung übernahm. 1948 folgte die Wahl als Frauenvertreterin in den Vorstand der SPD.
1952 folgte sie ihrem Mann nach Frankfurt am Main, der dort die Europäische Verlagsanstalt mitgründete. 1970 erfolgte die Ehrung durch die Arbeiterwohlfahrt (AWO) mit der Marie-Juchacz-Plakette „für ihre außerordentlichen Leistungen für die AWO Bremen und Frankfurt.“
1979 zog sie nach Bad Essen, wo sie sich in ihrem letzten Lebensjahrzehnt in der ortsansässigen SPD engagierte.

## Ehrungen
- 1970: Marie-Juchacz-Plakette